# Marlín
Marlín – gmina w Hiszpanii, w prowincji Ávila, w Kastylii i León, o powierzchni 6,39 km². W 2011 roku gmina liczyła 36 mieszkańców.